# Nomia proxima
Nomia proxima är en biart som beskrevs av Heinrich Friese 1910. Nomia proxima ingår i släktet Nomia och familjen vägbin. Inga underarter finns listade i Catalogue of Life.